# ポケットミュージック
『ポケットミュージック』（ぽけっとみゅーじっく）は日本テレビで1998年4月15日から2000年3月29日まで毎週水曜日25:45～26:15に放送された音楽番組。ナビゲーターは遠藤久美子。遠藤がアイドルに育てる番組だった。2つのゲストライブがある。略称は「ポケミュー」。エンディングは遠藤久美子の曲が使用された。
番組オープニングで遠藤が地味系のメガネOLに扮し育てゲーをしている形をとり、ゲーム内の遠藤がアイドルとして成長する過程（？）を描いている。

## エンクミちゃん
画面の片隅で常駐している2頭身のCG人形（詳細）。遠藤の喜怒哀楽はじめとした心理状態を同時に反映させる。番組内のゲームなどで遠藤が緊張すると心臓が激しく鼓動する。

## ネット局
- 日本テレビ
- ミヤギテレビ
- 西日本放送

## 宮崎放送の『ポケットミュージック』
ポケットミュージック (ぽけっとみゅーじっく)、は宮崎放送で1978年1月8日(1月9日未明)から2005年12月11日(12月12日未明)まで放送されていたミニ番組である。

### 概要
オープニングのタイトル画面表示後、毎回一曲音楽が流れる。同じ宮崎県域局のテレビ宮崎が放送する歌謡スポットで流れた大淀川慕情、咲かない花等の曲が流される（但し、歌謡スポットと異なり宮崎県農協連イメージソングは使用されない）。曲終了後に、タイトル画面（終表示）が表示され放送終了と同時にコマーシャルは入れずそのまま宮崎放送のクロージングが始まる。
放送開始当初は毎週日曜の放送終了前に放送されており(時期によっては当日の放送開始後や日中にも放送されていた時期もあった)、1980年代から1990年代中盤までは毎日の放送終了前に放送されていた時期もあった。1990年代中盤以降は放送日を縮小し番組末期には開始当時と同様日曜深夜(月曜未明)のみの放送となった。

### 本番組で流れた曲
- 咲かない花
- 大淀川慕情